# 信義路 (梓官區)
信義路（Xinyi Rd.）為高雄市梓官區北邊的南北向重要道路，全線編號台17線。起端於四維路口接彌陀區中正南路，末端於進學路口續行和平路。是梓官區往來北高雄沿海及楠梓區右昌之間的重要路段之一。

## 行經行政區域
- 梓官區

## 沿線設施
（由北至南）
- 高26線忠孝路
- 東洋警犬訓練中心
- 高雄市政府消防局梓官分隊（進學路136號）
- 高30線進學路

## 公車資訊
- 高雄客運
  - 8018 岡山－南寮
  - 8021 鳳山－彌陀
  - 8043 高雄火車站－台17線－茄萣
  - 紅72 捷運南岡山站－橋頭車站－彌陀國小－永安區公所